# Irvine Robertson
Irvine Geale Robertson (ur. 10 lipca 1882 w Toronto, zm. 26 lutego 1956 w Ottawie) – kanadyjski wioślarz i wojskowy, brązowy medalista olimpijski.
Wystąpił na igrzyskach olimpijskich w Londynie w 1908 roku, gdzie kanadyjska ósemka w składzie: Irvine Robertson, Joseph Wright, Julius Thomson, Walter Lewis, Gordon Balfour, Becher Gale, Charles Riddy, Geoffrey Taylor i Douglas Kertland zdobyła brązowy medal. 
Po wybuchu I wojny światowej wstąpił do Canadian Army. Służył w Królewskim Pułku Kanadyjskiej Artylerii, osiągając stopień kapitana. 